# Jan Vaes (burgemeester)
Peter Johannes (Jan) Vaes (Roggel, 16 juli 1933 - Thorn 14 september 2021) is een Nederlands politicus van de KVP en later het CDA.
Hij was van 1953 tot 1970 werkzaam op de gemeentesecretarie van verschillende gemeenten. In 1970 werd hij benoemd tot secretaris van het stadsgewest Roermond en in juli 1978 volgde zijn benoeming tot burgemeester van Maasbracht. In februari 1994 ging Vaes daar vervroegd met pensioen.